# Nejanilini Lake
Der Nejanilini Lake ist ein See im Norden der kanadischen Provinz Manitoba, etwa 230 km westnordwestlich von Churchill.

## Lage
Der Nejanilini Lake liegt in einer Tundralandschaft im Bereich des Kanadischen Schilds auf einer Höhe von 265 m. Er hat eine Länge von 42 km und eine Breite von 15 km. Der See wird vom Wolverine River von Norden nach Süden durchflossen und liegt im Einzugsgebiet des Seal River.
Der abgelegene See ist Ziel von Angeltouristen. Am Abfluss des Wolverine River in den benachbarten Little Duck Lake am Südostufer des Nejanilini Lake befindet sich der Nejanilini Airport sowie eine Lodge. Im See und in den angrenzenden Gewässern werden Hecht, Amerikanischer Seesaibling und Arktische Äsche gefangen.